# Цзюйлан-2
Цзюйлан-2 или JL-2 (кит. упр. 巨浪二号, пиньинь Jùlàng èr hào, палл. Цзюйлан эр хао, буквально: «Большая волна-2») — китайская двухступенчатая твердотопливная межконтинентальная баллистическая ракета (МБР), размещаемая на подводных лодках проекта 094 «Цзинь».
Создана на базе МБР Дунфэн-31 (DF-31).
Единого мнения относительно типа используемого на «Цзюйлан-2» боевого оснащения нет. Часть аналитиков считает, что ракета может оснащаться только моноблочной головной частью, тогда как другие считают, что на ракете помимо моноблочной, может устанавливаться разделяющаяся ГЧ с 3—4 боевыми блоками, дальность полёта оценивается в 8—9 тыс. километров.

## Характеристики
- Дальность: 8000—9000 км[1]
- Масса: 42 т[1]
- Длина: 11 м
- Диаметр: 2 м
- Апогей траектории: 1000 км
- Полезная нагрузка: 700 кг
- Количество ББ: 3—4
- Мощность ББ: 90 кт
- Система навигации: астро-инерциальная, Бэйдоу
- Точность (КВО): 500 м